# Mandy Bright
Mandy Bright, née le 12 avril 1978, à Budapest, (Hongrie) est une  réalisatrice et actrice de films pornographiques hongroise.

## Récompenses et propositions de récompenses
Récompenses
- 2004 : AVN Award Performeuse étrangère de l'année (Female Foreign Performer of the Year)[2]
- 2009 : Eroticline Awards - Best international Actress (eroticplanet)

nominations
- 2003 AVN Award nomination – Best All-Girl Sex Scene – Video – Faust: The Power of Sex with Jazmin, Sophie Evans and Mia Stone
- 2003 XRCO Awards nomination – Group Scene – Service Animals 14 (gangbang)
- 2004 AVN Award nomination – Best Group Sex Scene – Video – Service Animals 14 with Crystal Ray, Brett Rockman, Dick Delaware and Domineko
- 2005 AVN Award nomination – Female Foreign Performer of the Year
- 2005 AVN Award nomination – Best Tease Performance – Manhammer 2
- 2005 AVN Award nomination – Best Anal Sex Scene – One on One 2 with Manuel Ferrara
- 2005 AVN Award nomination – Best Group Sex Scene – Video – Manhammer 2 with Frank Gun, Brian Pumper and Zenza Raggi[3]
- 2005 AVN Award nomination – Best Threeway Sex Scene – Video – Hustler’s Taboo with Frank Gun and Brett Rockman
- 2005 AVN Award nomination – Best Threeway Sex Scene – Video – Riot Sluts with Frank Gun and Brandon Iron
- 2005 AVN Award nomination – Best Sex Scene in a Foreign-Shot Production – Euro Angels: Hardball 24 with Sara Dark, Jean-Yves LeCastel, Frank Gun and Franco Roccaforte
- 2005 AVN Award nomination – Best Solo Sex Scene – Pat Myne Is an Assassin
- 2006 AVN Award nomination – Female Foreign Performer of the Year
- 2006 AVN Award nomination – Best Director – Foreign Release – Hell's Angels
- 2006 AVN Award nomination – Best Group Sex Scene – Video – Lips That Lie
- 2007 AVN Award nomination – Female Foreign Performer of the Year
- 2007 AVN Award nomination – Best Director – Foreign Release – Phetish Fantasy 2
- 2007 AVN Award nomination – Best Sex Scene in a Foreign-Shot Production – Addiction with Leslie Taylor, Riccardo Bell and Alex Forte.